# Lavinia (novela)
Lavinia es una novela escrita por Ursula K. Le Guin y ganadora del Premio Locus.
Publicada en el año 2008, fue la última novela de Le Guin publicada en vida de ésta. La narración está escrita en primera persona y presenta la vida de Lavinia, un personaje secundario del poema de Virgilio titulado la Eneida.

## Argumento
Lavinia, hija del rey de Laurentum, es pretendida por los reyes de las ciudades vecinas. La reina quiere que despose al rey de los rútulos, Turno. Pero ella sabe que está destinada a casarse con un forastero. Aquel que le reserva el destino es Eneas, el héroe de la guerra de Troya, quien llega a Laurentum por el Tíber al frente de un gran contingente de exiliados troyanos.
Aunque al principio se llega a un acuerdo, pronto este se rompe y estalla la guerra; una guerra que es ganada por los troyanos, a pesar de su inferioridad numérica. Los troyanos entonces fundan una nueva ciudad llamada Lavinium. Eneas muere tres años después de la fundación. Ascanio, el hijo mayor de Eneas fruto de la unión anterior del rey troyano con la troyana Creusa, decide entonces fundar Alba Longa y se casa, pero no consigue dar un heredero. Lavinia consigue que su propio hijo con Eneas, Silvio, deje de estar controlado por  Ascanio y, con el tiempo, llegue a ser rey de los latinos.
Según la novela, Roma ya existe, pero solo como un pequeño enclave que no tiene una parte significativa de la narración.
Al final del libro, Lavinia se retira del mundo y se transforma en un búho.

## Trasfondo
El libro está basado en los últimos seis libros de la Eneida. Como ya se ha indicado, la narración está escrita en primera persona y el persona de Lavinia es consciente de que su papel es solo el de narradora de la historia.
En la primera parte de la novela Lavinia conversa con "el poeta", la sombra de un moribundo Virgilio. En su conversación, Virgilio explica su papel como autor de la vida de propia Lavinia, y lo que él revela a Lavinia sobre la vida de ella anticipa lo que ella contará. En este sentido, Lavinia solo existe en el contexto del poema, y sus conversaciones son conscientes de este hecho.
La novela no pretende ser histórica. Le Guin escribió que «Lo más probable es que la guerra de Troya se librara en el siglo XIII a.J.C. Creemos que Roma se fundó en el siglo VIII a.J.C., aunque después de eso no contamos con testimonios históricos propiamente dichos hasta mucho más tarde. La idea de que el sobrino de Príamo, Eneas de Troya, tuviera que tener algo que ver con la fundación de Roma es pura leyenda, inventada en buena medida por el propio Virgilio». 
También explica que su trabajo es una traducción a prosa de los últimos seis libros de la Eneida.